# Kommune (Dänemark)

Dänemark gliedert sich in 98 Kommunen.

Die Kommune ist die kleinste eigenständige politische und organisatorische Einheit in Dänemark. Die kommunale Selbstverwaltung ist in der dänischen Verfassung festgeschrieben (Grundlov § 82).
In der amtlichen EU-Statistik gehören die dänischen Kommunen der Ebene LAU 1 an. Eine dänische Kommune hat im Durchschnitt rund 55.000 Einwohner (England 137.000, Schweden 30.800, Deutschland 5.600). Der Median – oder die „typische Größe“ einer Kommune – beträgt in Dänemark 43.000, dagegen in England 119.500, Schweden 15.500, Deutschland 1.300. In Deutschland haben 80 Prozent der Kommunen weniger als 5.000 Einwohner, in Dänemark sind es nur drei Prozent: konkret die Inselgemeinden Læsø, Fanø und Samsø.

## Organisation
Höchstes Gremium einer Kommune ist die demokratisch gewählte Gemeindevertretung (dän. kommunalbestyrelse; in einigen Kommunen byråd, dt. Stadtrat; in Kopenhagen borgerrepræsentation, dt. Bürgervertretung) mit dem Bürgermeister (borgmester) an der Spitze der Verwaltung.
Leitender Beamter ist der Gemeindedirektor (kommunaldirektør; in Aarhus Kommune und Odense Kommune stadsdirektør).

## Hauptaufgaben
- Sozial-, Gesundheitswesen, Altenpflege
- Schulen und Kindergärten
- Jobcenter
- Straßen und Wege (ausgenommen Autobahnen und Fernstraßen)
- Bürgeramt, Pässe, Führerscheine
- Parkanlagen, Stadtplanung, Bibliotheken
- Öffentlicher Nahverkehr

## Finanzierung
Im europäischen Vergleich besitzen die dänischen Kommunen die größte Eigenständigkeit bei der Finanzierung ihrer Aufgaben.
Sie erheben eigenständig eine Kommunalsteuer (kommuneskat). Dabei handelt es sich um eine Einkommensteuer auf private Einkommen (über 86 Prozent der Steuereinnahmen) und um verschiedene Grundsteuern (gut 11 Prozent). Die Steuersätze müssen vom Spitzenverband Kommunernes Landsforening (KL) mit dem Finanzminister ausgehandelt werden. 2015 liegt der durchschnittliche Steuersatz bei 24,9 Prozent.
Hinzu kommen Einnahmen aus Kommunalabgaben (Verwaltungs- und Benutzungsgebühren). Außerdem gibt es staatliche Schlüsselzuweisungen (bloktilstud) und Kostenerstattungen für staatlicherseits auferlegte Pflichten der Kommunen.
Im Unterschied zu deutschen Kommunalfinanzen, die sich zu über 40 Prozent aus der Gewerbesteuer speisen, fließen Einnahmen aus der Gewerbesteuer in Dänemark (selskabsskat) größtenteils an den Staat. Der Anteil, der an die Kommunen abgetreten wird, macht nur etwa 2 Prozent der kommunalen Steuereinnahmen aus.

## Wahlen
Kommunalwahlen finden laut Gesetz alle vier Jahre am dritten Dienstag im November statt. Die Legislaturperiode beginnt mit dem folgenden 1. Januar und endet nach vier Jahren zum Jahreswechsel.
Die jüngsten Kommunal- und Regionalwahlen fanden am 21. November 2017 statt. Die Sozialdemokraten blieben bei Zuwächsen stärkste Partei, gefolgt von der rechtsliberalen Venstre. Neu angetreten erreichte Alternativet 2,9 Prozent. Die anderen Parteien verzeichneten nur geringe Veränderungen. Lokale Wählergruppen und Einzelbewerber erhielten weniger als vier Prozent der Stimmen.
Die Bürgermeister werden nicht direkt vom Volk gewählt, sondern in den neu zusammengesetzten Kommunalvertretungen. Bei der Konstituierung des Gemeinderats schließen die Mehrheitsfraktionen eine Vereinbarung (konstitueringsaftale), die die Verteilung von Posten beinhaltet und wichtige Projekte skizziert. Nicht ungewöhnlich sind dabei Koalitionen quer zu den politischen Lagern in der nationalen Politik.

## Aufsicht
Die Kommunen unterstehen der staatlichen Kommunalaufsicht, ausgeübt zwischen 2013 und 2019 von der zentralen Staatsverwaltung, Statsforvaltningen. Seit 2019 liegt die Kommunalaufsicht bei Ankestyrelsen. Sie tritt nur ergänzend zur Fachaufsicht durch die Ministerien hinzu. Hier besitzen die Kommunen eine Auskunftspflicht gegenüber dem Minister im Rahmen seines Ressorts.

## Verwaltungsreform 2007
In einer Verwaltungsreform zum 1. Januar 2007 wurde die Anzahl an Kommunen von 270, davon Bornholm (zusammengelegt 2003 nach Volksabstimmung 29. Mai 2001) und Ærø Kommune (zusammengelegt 2006 nach Volksabstimmung und Teil die Reform), auf 98 gesenkt. 67 Kommunen wurden in der Reform neu gebildet, darunter Ærø, und eine, Bornholm, vor der Reform, also 68 neugebildete Kommunen in allem. Dabei blieben nur 30 Gemeinden unangetastet, 68 wurden durch Zusammenlegungen gebildet. Gleichzeitig wurden die Amtsbezirke, zwischen staatlicher und kommunaler Ebene angesiedelt, aufgelöst. Die meisten ihrer Aufgaben wurden auf die Kommunen verlagert, denen zugleich vom Gesetzgeber neue Aufgaben übertragen wurden. Es gab drei Volksabstimmungen (1992 und 2000 in drei Kommunen und in einer Kommune (nur Sydlangeland Kommune) 12. Februar 2003) auf Langeland, wo es drei Kommunen gab. Die letzte, die nur in einer Kommune stattfand, war für eine Zusammenlegung, aber Langeland entschied sich erst am 1. Januar 2007 wie die anderen Kommunen für eine Fusion.
Zur Vorbereitung der Fusionen wurden in den betroffenen Gemeinden zum 1. Januar 2006 Zusammenlegungsausschüsse (sammenlægningsudvalg) gebildet: Sie bestanden aus den in der Kommunalwahl November 2005 gewählten Gemeindevertretern. Um die Alltagsgeschäfte wahrzunehmen, blieben die 2001 gewählten Gemeindevertretungen ein zusätzliches Jahr im Amt. Daraus folgt, dass wiedergewählte Lokalpolitiker in beiden Gremien Sitz und Stimme hatten.

## Färöer und Grönland
Auf den selbstverwalteten Färöern gibt es 29 Kommunen. Auch Grönland hat seine Verwaltungsgliederung zuletzt stark reformiert: Seit 2018 existieren fünf Kommunen.